# Winnipeg Rowing Club
Der Winnipeg Rowing Club (WRC) ist ein Ruderverein in Winnipeg, Manitoba, Kanada. Der Verein hat Erwachsenen- und Jugendprogramme und entsendet Mannschaften zur Royal Canadian Henley Regatta und den Canada Summer Games. Er wurde 1881 gegründet.
Für den Verein ruderten unter anderem die Olympiateilnehmerinnen Colleen Miller und Janine Hanson.

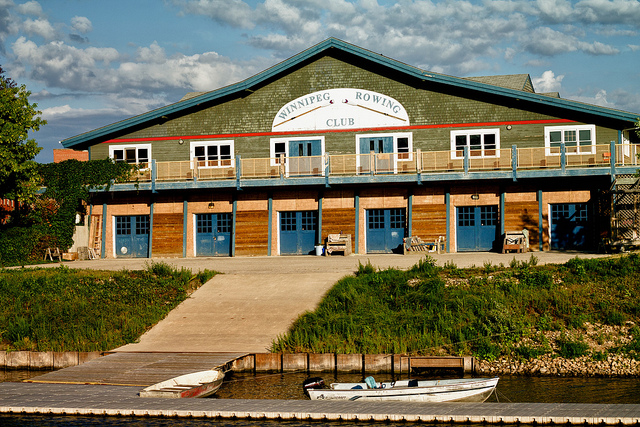